# جماعة التبليغ

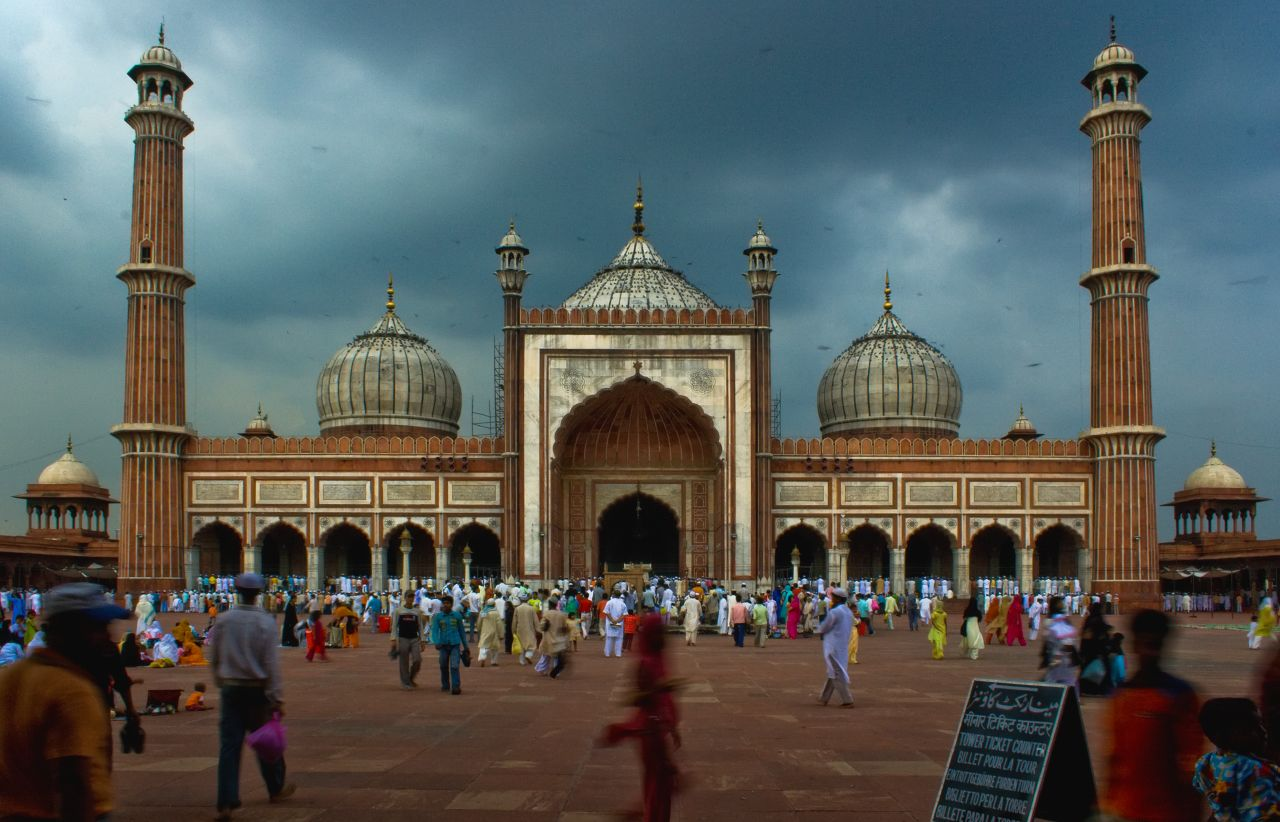
يعد مسجد بنغليوالي في دلهي بالهند أصل جماعة الدعوة والتبليغ ومركزا عالميا لشبكة التبليغ.

جماعة التبليغ (بالأردية: تبلیغی جماعت) أو جماعة التبليغ والدعوة أو جماعة الأحباب هي جماعة إسلامية ديوبندية عالمية متجولة خصصت نفسها للدعوة والزهد في الدنيا، يعتمد أسلوبها على الترغيب والتأثير العاطفي الروحاني، أسسها محمد إلياس الكاندهلوي في الهند البريطانية عام 1926م وتنتشر الآن في معظم البلاد العربية والإسلامية، تقوم الجماعة بأمرين أساسين الأول هو تبليغ من لم تبلغه الدعوة الإسلامية، ومحاولة إدخاله للإسلام والثاني هو وعظ المتساهلين من المسلمين إلى الصلاة بوصفها عماد الدين، ثم يخرجون بهم للدعوة أياماً ليروا صورة من صور إيمانهم والمحبة بينهم، ورُغم كبر حجم جماعة التبليغ إلا أن ليس لها ناطق رسمي ولا ممثل أو مخاطَب معتمد، كما ترفض الجماعة المشاركة في السياسة.

## نشأتها

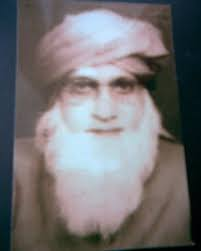
محمد إلياس الكاندهلوي مؤسس الجماعة وأميرها الأول.

يعود تأسيس جماعة التبليغ والدعوة إلى الشيخ محمد إلياس الكاندهلوي (1885 – 1944) والذي وُلد في كاندهلة قرية من قرى سهارنفور بالهند، مركز الجماعة في دلهي ولا يُعرف إلا القليل عن مؤسسها إلا أنه من أصحاب المربّي عبد القادر الراي بوري وكان أبو الحسن علي الحسني الندوي الكاتب الإسلامي المعروف أحد أصدقائه المتواصلين معه منذ التقائهما عام 1939 ولكن يذكر أن الجماعة تأسست عام 1926 حيث كان مؤسسها محمد إلياس أول أمير لها حتى وفاته ثم ابنه محمد يوسف ثم إنعام الحسن.
انتشرت الجماعة سريعًا في الهند ثم في باكستان وبنغلاديش وانتقلت إلى العالم الإسلامي والوطن العربي حيث صار لها أتباع في سوريا والأردن وفلسطين ولبنان ومصر والسودان والعراق والسعودية والمغرب وقطر والكويت والجزائر وبعد ذلك انتشرت دعوتها في معظم بلدان العالم، ولها جهود في دعوة غير المسلمين إلى الإسلام في أوروبا وأمريكا أيضاً.

## أدبيات التبليغ
يصف أفراد الجماعة بأنهم:
«يدعون النّاس إلى توحيد الله وعبادته وإلى اتّباع نبيّه محمد الذي بعثه إلى النّاس كافّة عربهم وعجمهم وعلى مختلف ألوانهم وأجناسهم. تبيّين للناس قدرة اللّه في خلقه وأن الخلق كلّهم في قبضة اللّه ويستدلّون في ذلك بالقرآن وهو الكتاب الذي أنزل على رسوله محمّد.»

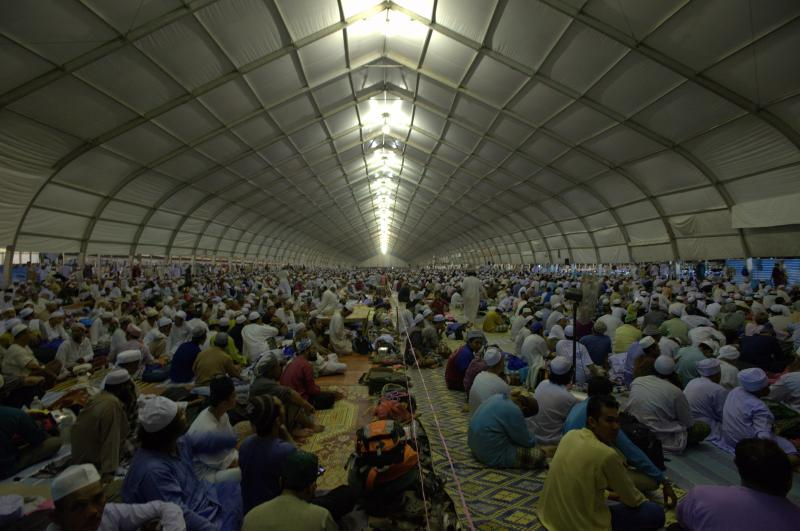
التجمع السنوي الماليزي لجماعة التبليغ والدعوة عام 2009، حضرها أكثر من 200.000 مسلم من جميع أنحاء العالم

يؤمن أفراد الجماعة باللّه وملائكته وبجميع الكتب السماويّة التي جاء بها الأنبياء - الزبور والتوراة والإنجيل والقرآن - والقدر خيره وشرّه واليوم الآخر وبالجنة والنار ويدعون النّاس إلى ذلك. يعرّفون بصفات وأخلاق محمد نبي اللّه وخاتم الأنبياء والرسل. يدعون النّاس إلى عبادة اللّه وحده وإلى القيام على أركان الإسلام مستنّدين في ذلك بالنبيّ محمد. ينهون عن المنكر ولكنهم لا يتعرضون إلى قضية النهي عن المنكر كبلاغ جماعي معتقدين بأنهم الآن في مرحلة إيجاد المناخ الملائم للحياة الإسلامية، وأن القيام ببلاغ كهذا قد يضع العراقيل في طريقهم وينفّر الناس منهم. يعتقدون بأنهم إذا أصلحوا الأفراد، فرداً فرداً، فإن المنكر سيزول من المجتمع تلقائياً. الخروج والتبليغ ودعوة الناس هي أمور لتربية الداعية ولصقله عملياً؛ إذ يحس بأنه قدوة وأن عليه أن يلتزم بما يدعو الناس إليه، فالخروج ليس هدف ولكنه وسيلة لتعلم اليقين وزيادة الإيمان ولتعلم أصول الدعوة وآدابها. يبتعدون عن الخوض في الخلافات المذهبية اتقاء الجدال والانقسام والعداوة. لا يتكلمون في السياسة، وينهون أفراد جماعتهم عن الخوض فيها، وينتقدون كل من يتدخل فيها، ويقولون بأن السياسة هي ترك السياسة.

## الفرع النسائي للجماعة
تهتم الجماعة بمشاركة المرأة في الدعوة فجعلت فرعا لهن تحت مسمى «المستورات» ويلعبن دورا كبيرًا في التأثير علي النساء ودعوتهن للإلتزام بالإسلام وتعاليمه ودعوة غير المسلمات للإسلام.

## بيعة التبليغ
نتيجة تأثر جماعة التبليغ بالطرق الصوفية المنتشرة في الهند؛ فيرون أن لكل مريد من شيخ يجب مبايعته، ومن مات دون بيعة فقد مات ميتة الجاهلية؛ لان الجاهليين لم يكونوا يبايعون أحد، وتتم مبايعة أعضاء التبليغ لأميرها في مكان عام فتُنشر على الناس ملابس واسعة مربوط بعضها ببعض ويرددون البيعة بشكل جماعي.

## طريقتهم في الدعوة

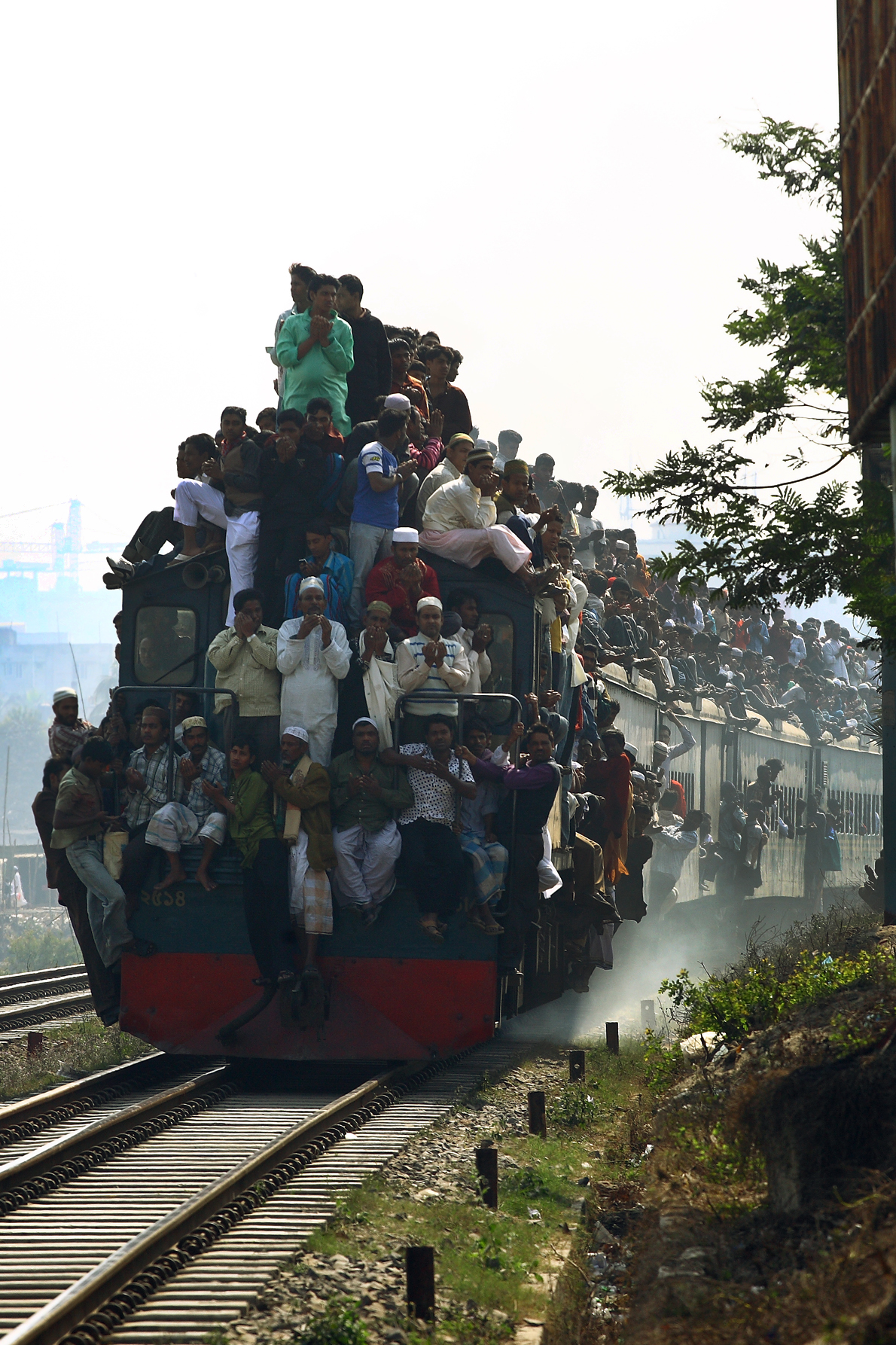
مسلمون وهم في طريقهم لـ بيشوا اجتماع.

لجماعة التبليغ أصول للعمل وأدبيات تعارفوا عليها وتوافقوا على تطبيقها في مجال الدعوة في الحضر والسفر ولم يكتبوها في كُتب ولكنهم تواصوا بها وتوارثوها وتقوم على ما يلي:
- إذا خرجوا للدعوة أمرّوا عليهم أحدهم، فليس لديهم مناصب محددة ولا وظائف دائمة.
- تنتدب مجموعة منهم نفسها لدعوة أهل بلد ما، حيث يأخذ كل واحد منهم فراشاً بسيطاً وما يكفيه من الزاد والقليل من المال على أن يكون التقشف هو السمة الغالبة عليه.
- عندما يصلون إلى البلد أو القرية التي يريدون الدعوة فيها ينظمون أنفسهم أولاً بحيث يقوم بعضهم بالخدمة وبتنظيف المكان الذي سيمكثون فيه، وآخرون يخرجون متجولين في أنحاء البلدة والأسواق والحوانيت، داعين الناس لسماع الخطبة (أو البيان كما يسمونه).
- إذا حان موعد البيان التقوا جميعاً لسماعه، وبعد انتهاء البيان يطالبون الحضور بالخروج للدعوة، وبعد صلاة الفجر يقسّمون الناس الحاضرين إلى مجموعات يتولى كل داعية منهم مجموعة يعلمهم الفاتحة وبعضاً من قصار السور، حلقات حلقات، ويكررون ذلك عدداً من الأيام.
- قبل أن تنتهي إقامتهم في هذا المكان يحثون الناس على الخروج معهم للتبليغ والدعوة، حيث يتطوع الأشخاص لمرافقتهم يوماً أو ثلاثة أيام أو أسبوعاً أو شهراً، كل بحسب طاقته وإمكاناته ومدى تفرغه.
- تحدد الجماعة طريقة لترتيب الخروج أن يكون ثلاثة أيام في الشهر وأربعين يوماً في السنة وأربعة أشهر في العمر على الأقل وهذه لتسهيل عملية السفر والتنقل وهي ليست بشرط بل يمكن ان تكون المدد أقل أو أكثر.
- لا ينزلون ضيوفاً على أحد، ويقيمون في المساجد.
- لا يعتمد بعضهم على بعض في النفقات بل كل واحد منهم ينفق على نفسه من ماله الخاص في السفر والحضر، فلا تكاد تجد واحداً منهم يعيش عالة على أخيه وهم يتعاونون بين بعضهم البعض.
- يعتمدون بصفة كبيرة على قيام الليل في طريقتهم في الدعوة، فيُعرفون بقيامهم الليل وأنه ركيزه في الدين.

## الصفات الستة

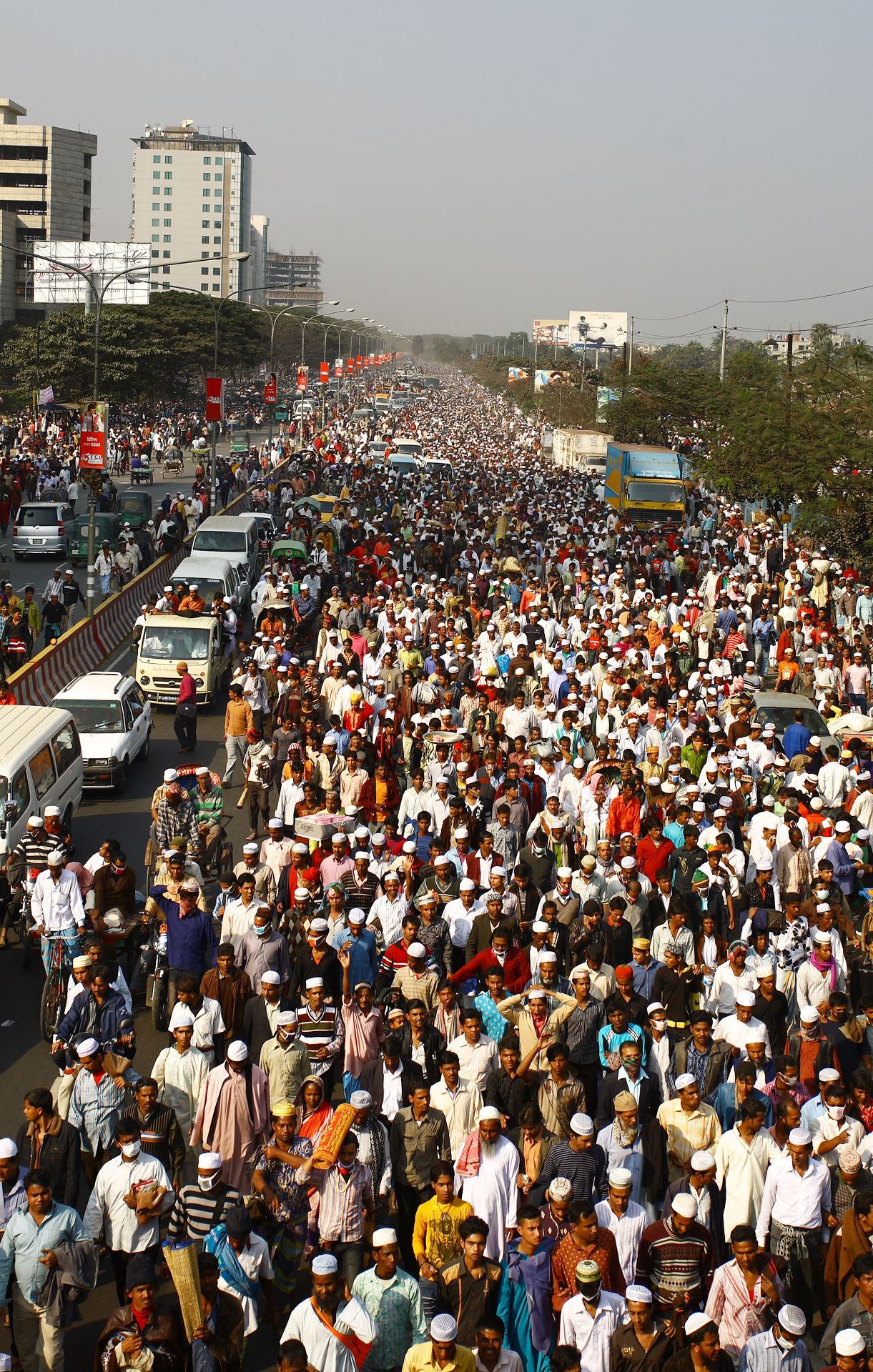
التجمع السنوي لجماعة التبليغ في بنجلاديش

نظر مؤسسو جماعة التبليغ في سيرة النبي وسيرة أصحابه واستطاعوا التأمل في عبادتهم ومعاملاتهم وعاداتهم فوجدوا أن الصفات المشتركة التي لا يخلو منها واحد من الصحابة هي:
1. شهادة لا إله إلا الله وأن محمداً رسول الله.
2. الصلاة ذات الخشوع والخضوع.
3. تعلم العلم الشرعي حتى يُعرف الله حق المعرفة، وذكر الله حتى تُطرد الغفلة من القلوب.
4. إكرام المسلمين جميعاً وبذل ما يحتاجون إليه بسخاء وطيب نفس، مع التعفف والزهد عما في أيديهم، ويدخل في إكرام المسلمين المحافظة على أعراضهم وأموالهم والكف عن النظر في عوراتهم وتتبع مساوئهم بقصد إحراجهم أو الشماتة فيهم.
5. إخلاص الأعمال والنوايا لله ومراقبة النفس ومحاسبتها وتعديل مسارها في الحياة، وردها إلى الله كلما غفلت عن ذكره وشكره وحسن عبادته.
6. الخروج لنشر الدعوة وقد اشترطوا لهذا الخروج أربعة أشياء: الخروج بالنفس، المال الحلال، الوقت الحلال، وبالافتقار إلى الله.

ومعنى الخروج بالنفس، الخروج عن رغبة ورضا وإخلاص فلا يكفي أن يجهز بالمال من يخرج مكانه. والخروج بالمال الحلال يجعل العمل صحيحاً مقبولاً كما هو معلوم من نصوص القرآن والسنة. والمراد بالوقت الحلال الوقت الذي لا يكون المسلم مكلفاً فيه بعمل ضروري يتطلب وجوده في مكان ما أو بعمل لا يأخذ عليه أجراً، وأن لا يكون خروجه لمصلحة السفر أو السياحة أو بقصد العمل أو ما شابة ذلك. ومعنى الخروج بالافتقار إلى الله أن يعتمد على الله في تحقيق المراد من الخروج فلا يغتر بعلمه ولا بقوته ولا بكثرة ماله ولا بعظمة جاهه وعلو منصبه.

## انتقادات

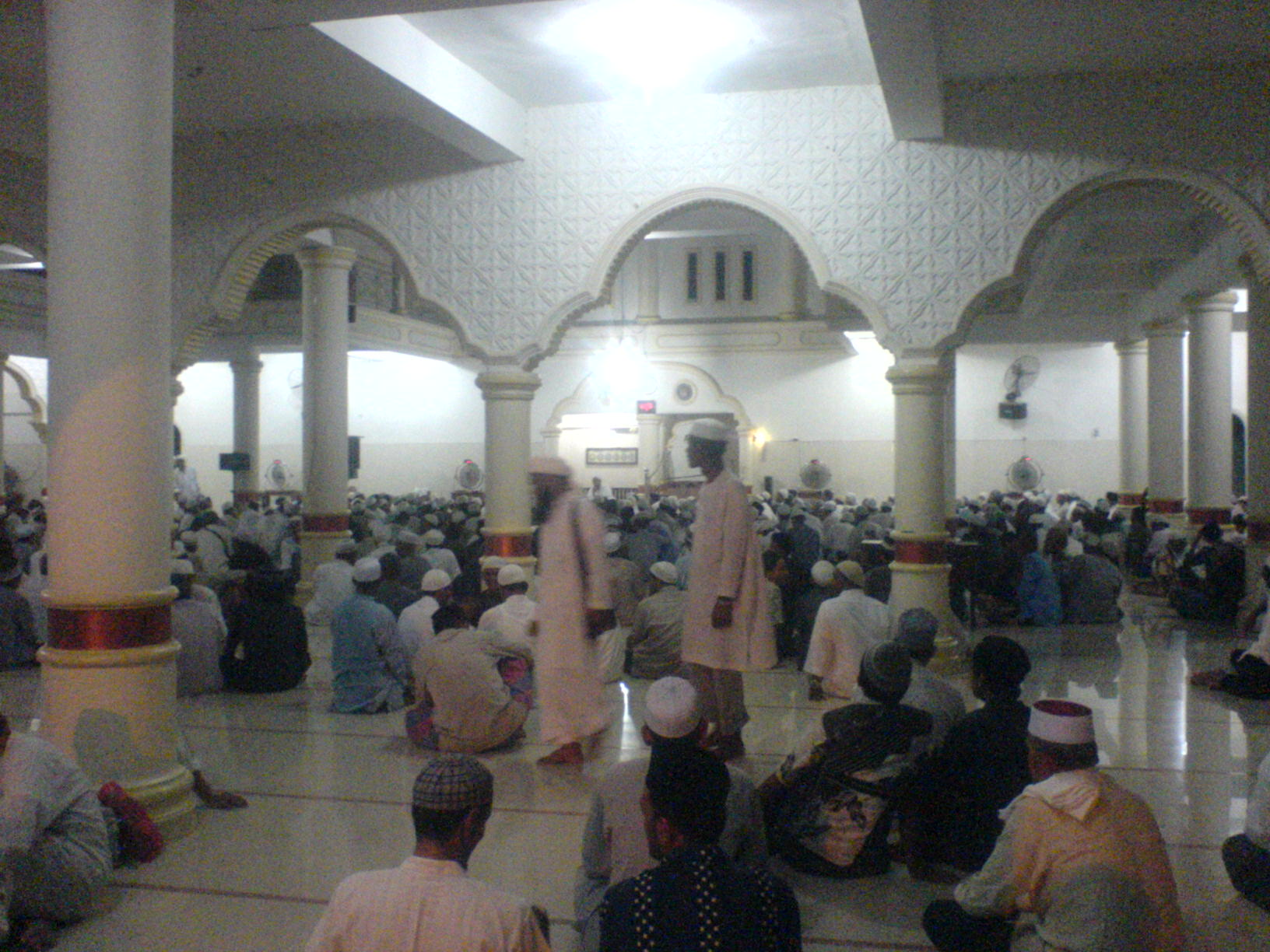
مسجد جماعة التبليغ في مقاطعة آتشيه ، إندونيسيا

البعض يؤاخذهم على قضايا منها أنهم لا يتنافسون في أمور الدنيا، وأخذ عليهم الشيخ الألباني عن نقصان علمهم ولا يعلمون الناس، يقرأون من كتب معينه طيلة الوقت ككتاب رياض الصالحين وحياة الصحابة وفضائل الأعمال ويركزون على الرقائق دون الأحكام الفقهية أو العقيدة أو التوحيد.
أنتقدها الشيخ يوسف القرضاوي في غلوهم في مبدأ الخروج فقال «أنا ألوم جماعة التبليغ في قضية الخروج، واعتبارها وكأنها فريضة دينية لا يجوز الخروج عنها! وبعض الناس يهمل واجباته للخروج، وبعض الناس لا يفيد خروجه بشيء، لكن ربما بعض العلماء لو خرج يستفيد الناس منهم»
ألف حمود التويجري كتاب القول البليغ في التحذير من جماعة التبليغ، وقال أن عقيدتهم مخالفة لعقيدة التوحيد كدعاء أصحاب القبور.
إتهمتها وزارة الشؤون الدينية السعودية بأنها بوابة من بوابات الإرهاب وجعلت خطبة الجمعة للتحذير من جماعة التبليغ والدعوة، وردت الجماعة علي ذلك عبر متحدثها سمر الدين قاسمي «لا علاقة لنا بالإرهاب. نحن ندين ونتبرأ من الإرهاب ونقف ضده. ولا نسمح لأعضائنا بالحديث ضد أي ديانة أو مجتمع أو دولة ونركز على أركان الإسلام الخمسة ولم يتورط أحد رجالنا أبدا في نشاط إرهابي. لقد تم تضليل الحكومة السعودية».

## حظر الجماعة

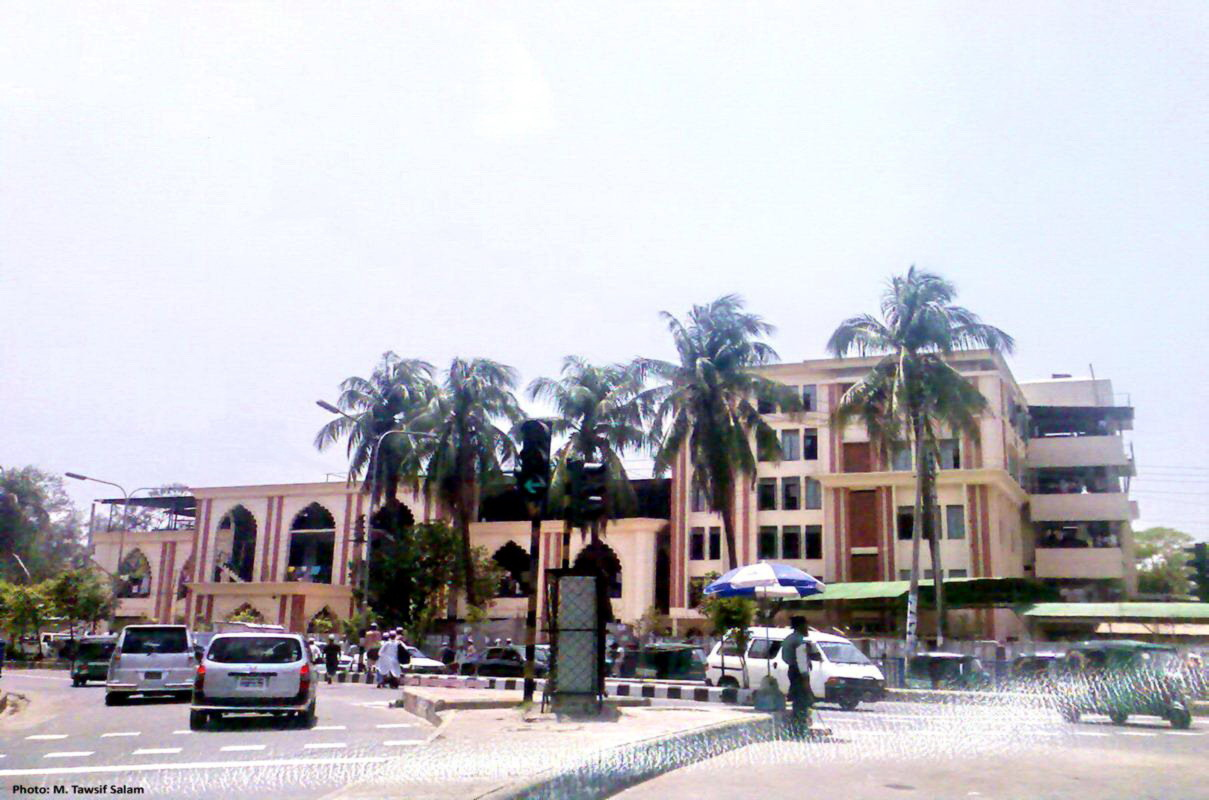
مسجد كاكريل في دكا، قاعدة عمليات الجماعة في بنجلاديش.

جماعة التبليغ محظورة في إيران وأوزبكستان وطاجيكستان وكازاخستان وروسيا والمملكة العربية السعودية، حيث يُنظر إلى الخروج للوعظ الذي تقوم به الجماعة على أنه تطرف، تم حظر جماعة التبليغ في روسيا منذ عام 2009 كما أوصت المحكمة العليا الروسية بإدراج جماعة التبليغ في قائمة الجماعات الإرهابية التي يراقبها الكرملين، وفي فبراير 2020 أدت عملية مكافحة الإرهاب في روسيا إلى اعتقال سبعة من أعضاء التبليغ وتفكيك خلية تابعة لجماعة التبليغ وإتهمتهم بأنهم كانوا يقومون بتجنيد مؤيدين جدد ودراسة أدبيات محظورة وناقشوا خطط إنشاء دولة إسلامية في الأراضي الروسية، في 10 ديسمبر 2021 حذرت كذلك المملكة العربية السعودية من جماعة التبليغ واصفة إياها بـ «الخطر على المجتمع» وإتهمتها أنها بوابة من «بوابات الإرهاب»، في حين أن جميع أشكال الوعظ الإسلامي المبتكرة ممنوعة بالفعل في المملكة. جاء ذلك على لسان وزير الشئون الإسلامية بالدولة عبداللطيف آل الشيخ. من الجدير بالملاحظة أن جميع الدول العربية الأخرى تحديدًا دول الخليج العربية مثل الإمارات وقطر والكويت والبحرين وسلطنة عمان لديها مراكز لجماعة التبليغ والعديد من السكان المحليين يشاركون علانية في نشاط التبليغ.
| الدولة                   | تاريخ الحظر | ملحوظة                                                  |
| ------------------------ | ----------- | ------------------------------------------------------- |
| إيران                    |             |                                                         |
| أوزبكستان                |             |                                                         |
| تركمانستان               |             |                                                         |
| طاجيكستان                | 2006        |                                                         |
| كازاخستان                | 2013        | تم تصنيفها كمتطرفة في كازاخستان وتعتبر غير قانونية الآن |
| روسيا                    | 2009        | تم حظرها من قبل المحكمة العليا الروسية                  |
| المملكة العربية السعودية | 2021        | تم حظرها من قبل وزارة الشؤون الإسلامية                  |